# Pseudoscaphirhynchus fedtschenkoi

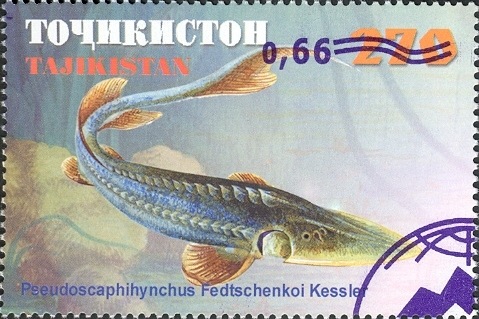
Segell del Tadjikistan del 2003

Pseudoscaphirhynchus fedtschenkoi és una espècie de peix pertanyent a la família dels acipensèrids i de la qual no hi ha registres des de la dècada del 1960.

## Descripció i reproducció
Fa 65 cm de llargària màxima i presenta 15-22 escates dorsals, 37-46 de laterals i 6-11 de ventrals. Musell llarg, pla i en forma de pala. Absència d'espines al cap. Aletes pectorals aixecades als extrems. La part posterior del cos és de color gris a negre i la ventral de color blanc. És de fecundació externa i la reproducció té lloc cap a finals d'abril.

## Alimentació
Els adults es nodreixen d'organismes bentònics (sobretot de larves d'insectes). Hom creu que és capaç d'alimentar-se a la mar d'Aral, tot i que s'ha adaptat a viure en aigua dolça.

## Hàbitat i distribució geogràfica
És un peix d'aigua dolça i salabrosa, demersal, potamòdrom i de clima temperat, el qual és un endemisme de la conca del riu Sirdarià (conca de la mar d'Aral) a l'Uzbekistan, el Tadjikistan i el Kazakhstan a l'Àsia central.

## Estat de conservació
Les seues principals amenaces són la pesca per al consum humà, la mala qualitat de l'aigua a causa de la contaminació agrícola i ramadera, el fet que el riu Sirdarià ja no arribi a la mar d'Aral des de l'any 1975 a causa dels transvasaments d'aigua i la construcció de preses, i la progressiva desaparició de la mar d'Aral, ja que la seua superfície s'ha vist reduïda en un 60% des del 1973 fins al 2000 (la seua aigua ha esdevingut hipersalina i no conté peixos tret d'una petita reserva situada al nord-est).

## Observacions
És inofensiu per als humans, el seu índex de vulnerabilitat és de moderat a alt (53 de 100) i molts autors el consideren extint.